# Aleta Valente
Aleta Valente (Rio de Janeiro, 1986) é artista visual e ativista. Seu trabalho tem o Instagram como suporte principal. Através da publicação de memes, fotografias e performances em plataformas digitais, aborda questões políticas e estéticas da contemporaneidade.

## Biografia
Aleta Valente nasceu e vive em Bangu, bairro periférico do Rio de Janeiro. Antes de ingressar nas artes visuais, chegou a atuar em algumas produções cinematográficas, a mais visível sendo Jogo de Cena (2007) de Eduardo Coutinho. Apesar de não ter concluído, estudou na Universidade Federal do Rio de Janeiro (UFRJ) em duas graduações: Educação Artística, habilitação Artes Plásticas e História da Arte. Passou também por programas de formação na Escola de Artes Visuais do Parque Lage e na Universidade de Verão do CAPACETE. 
Suas obras mais antigas são datadas de 2013. Um exemplo é a performance site specific para bienal de artes realizada na UFRJ onde falsificava diplomas de graduação em Belas Artes e MOMAcumba, trabalho que mesclava símbolos do candomblé com imagens do Museu de Arte Moderna de Nova York.
Em 2015 inicia sua incursão nas mídias sociais criando a conta de Instagram "Ex-miss Febem" inspirada na canção "Kátia Flávia, a Godiva do Irajá" de Fausto Fawcett, onde se dedicava a mostrar autorretratos com temáticas ligadas a exploração, violência e super sexualização do corpo feminino. Mesmo com um grande alcance, chegando a ter mais de doze mil seguidores, seu perfil foi retirado do ar devido a denúncias de conteúdo impróprio. O perfil foi reativado e segue mostrando o trabalho da artista.
Trabalhando com o suporte da auto imagem, fotografia e performance, Aleta segue atuando no universo das artes questionando gênero, raça, estereótipos da estética suburbana e o corpo feminino que é patronizado pela sociedade atual.

## Análise crítica
O trabalho de Aleta tem sido explorado por estudiosos e críticos de arte no Brasil. Para Alessandra Colasanti, o trabalho de Aleta deve ser visto tanto no campo do ativismo artístico quanto das manifestações simbólicas: "Aleta converge sujeito, objeto e suporte, tese e tubo de ensaio, artista e ativista, modelo e fotógrafa, médica e medusa, musa e antimusa. Abre seu corpo, sua carne, sua casa, sua cama, seu banheiro, seu fogão, seus amigos, seu cotidiano, seu imaginário e mídias sociais dissecando, ressignificando e pondo à prova estereótipos, tabus, os limites da rede e os seus próprios. Faz das ferramentas online, ferramentas ideológicas, de seu corpo, palco, manifesto e bode expiatório, inquirindo, interferindo, alfinetando formas de poder e controle, bem como os modelos instituídos de suas representações."
Ivana Bentes analisa o projeto de Instagram de Aleta e como ele reverbera na sociedade: "Ex-Miss Febem nasceu em janeiro 2015 e morreu em janeiro de 2017 nas redes sociais, quando seu perfil no Instagram foi retirado do ar por excesso de denúncias. Um projeto político, ativista e artístico abortado e censurado por parte do público que o denunciou e pela política de “violação dos padrões da rede” do Facebook/Instagram que censura principalmente os corpos e a nudez femininos. A estética do escândalo, a ressignificação dos selfies, o erotismo fora de lugar, o deixar correr os fluxos de todo tipo, vêm problematizar o consumo público do corpo feminino. Em uma sociedade em que o corpo das mulheres é utilizado para vender pneu, cerveja, comida, carro, sabão em pó, casa, tudo".

## Exposições

### Exposições coletivas
2017
- QAP: Tá na escuta, Festival Arte Atual, Instituto Tomie Ohtake, São Paulo, Brasil
- Black Hole, Montreal, Canadá

2016
- Resonating Surfaces, Mendes Woods DM, São Paulo, Brasil
- Além Terreno, Átomos, Rio de Janeiro
- Permanência e Destruições, lugares públicos do Rio de Janeiro, Brasil
- Composições Políticas,  Centro Cultural Municipal Helio Oiticica, Rio de Janeiro, Brasil

2015
- Abre Alas, Gentil Carioca, Rio de Janeiro, Brasil

2013
- Bienal de Belas Artes da UFRJ, Rio de Janeiro, Brasil

### Exposições individuais
2019
- Superexposição, Galeria A Gentil Carioca, Rio de Janeiro, Brasil